# Con todas las fuerzas
Con todas las fuerzas es el duodécimo álbum de estudio de la banda sinaloense mexicana MS de Sergio Lizárraga, lanzado el 14 de septiembre de 2018 bajo el sello independiente Lizos Music.

## Sencillos
«Mejor me alejo» una canción de desamor de la autoría de Espinoza Paz es el primer sencillo del álbum lanzado el 10 de agosto de 2018. El video de la canción fue grabado durante dos días en la ciudad de Mazatlán, Sinaloa bajo la producción de Lizos Music y Johar Villarreal.

## Lista de canciones
Créditos adaptados Apple Music.

| N.º   | Título                    | Escritor(es)                             | Duración |  |
| 1.    | «De una vez»              | Joss Favela                              | 2:11     |  |
| 2.    | «Mejor me alejo»          | Espinoza Paz                             | 3:21     |  |
| 3.    | «La sacamos del estadio»  | Sergio Lizárraga                         | 3:25     |  |
| 4.    | «Por siempre mi amor»     | Omar Robles                              | 3:20     |  |
| 5.    | «Por mí no te detengas»   | Karenia Yorlenis Cervantes · Omar Tarzón | 3:45     |  |
| 6.    | «El cocodrilo»            | Omar Tarazón · Johnny Zazueta            | 3:24     |  |
| 7.    | «Se podría decir»         | Joss Favela                              | 3:24     |  |
| 8.    | «Parte de mi porte»       | Omar Tarazón · Johnny Zazueta            | 2:29     |  |
| 9.    | «No elegí conocerte»      | Espinoza Paz                             | 4:14     |  |
| 10.   | «Prefiero perderte»       | Omar Tarazón · Johnny Zazueta            | 3:26     |  |
| 11.   | «No te imaginas»          | Edén Muñoz · Omar Tarazón                | 3:03     |  |
| 12.   | «Las calles de mi rancho» | Omar Tarazón · Johnny Zazueta            | 2:08     |  |
| 13.   | «Si cruzas la puerta»     | Javier Rochin                            | 3:49     |  |
| 14.   | «Verme brillar»           | Joss Favela                              | 2:50     |  |
| 15.   | «Hace un mes»             | Espinoza Paz                             | 3:15     |  |
| 16.   | «Cómo dejo de quererte»   | Edén Muñoz                               | 3:58     |  |
| 52:02 |                           |                                          |          |  |

## Personal
- Productor: Sergio Lizárraga Lizárraga
- Ingeniero de Mezcla y Mastering: Ramón Sánchez Lizárraga
- Arreglos: Sergio Lizárraga, Pavel Ocampo y Banda MS
- Estudio: 21 Mazatlán, Sinaloa

## Posicionamiento en listas
| Estados Unidos | US Latin Albums            | 5 |
| Estados Unidos | US Regional Mexican Albums | 1 |

| País           | Lista                      | Mejor posición |      |      |      |      |      |
| 2018           | 2018                       | 2018           | 2018 | 2018 | 2018 | 2018 | 2018 |
| -------------- | -------------------------- | -------------- | ---- | ---- | ---- | ---- | ---- |
| Estados Unidos | US Latin Albums            | 53             |      |      |      |      |      |
| Estados Unidos | US Regional Mexican Albums | 19             |      |      |      |      |      |
| 2019           |                            |                |      |      |      |      |      |
| Estados Unidos | US Latin Albums            | 26             |      |      |      |      |      |
| Estados Unidos | US Regional Mexican Albums | 3              |      |      |      |      |      |

### Sencillos
| Año                                                             | Título                  | Posiciones | Posiciones     | Posiciones             | Posiciones  | Posiciones                    | Posiciones | Posiciones                  | Posiciones      | Posiciones         |
| Año                                                             | Título                  | México     | México Popular | América Latina Popular | El Salvador | El Salvador Regional Mexicano | Guatemala  | Guatemala Regional Mexicano | USA Latin Songs | USA Regional Songs |
| --------------------------------------------------------------- | ----------------------- | ---------- | -------------- | ---------------------- | ----------- | ----------------------------- | ---------- | --------------------------- | --------------- | ------------------ |
| 2018                                                            | «Mejor me alejo»        | 3          | 2              | 3                      | 10          | 2                             | 20         | 4                           | 12              | 1                  |
| 2019                                                            | «Por siempre mi amor»   | 4          | 2              | 6                      | —           | 4                             | —          | 8                           | 14              | 1                  |
| 2019                                                            | «Por mí no te detengas» | 8          | 4              | 11                     | —           | 4                             | —          | 10                          | 22              | 2                  |
| 2019                                                            | «No elegí conocerte»    | 7          | 1              | 8                      | —           | 9                             | —          | 9                           | —               | 15                 |
| «—» indica un tema que no se posicionó en las listas de éxitos. |                         |            |                |                        |             |                               |            |                             |                 |                    |

## Premios y nominaciones
El álbum Con todas las fuerzas y sus sencillos fueron nominados en algunas ceremonias de premiación. A continuación la lista con las candidaturas que obtuvo el disco:
| Año  | Ceremonia de premiación      | Categoría                          | Trabajo nominado      | Resultado |
| ---- | ---------------------------- | ---------------------------------- | --------------------- | --------- |
| 2019 | iHeartRadio Music Awards     | Canción regional mexicano del año  | «Mejor me alejo»      | Nominados |
| 2019 | Billboard Latin Music Awards | Canción regional mexicano del año  | «Mejor me alejo»      | Nominados |
| 2019 | Premios Juventud             | La más pegajosa                    | «Por siempre mi amor» | Nominados |
| 2019 | Premios Juventud             | Ritmo en la regadera               | «Por siempre mi amor» | Nominados |
| 2019 | Latin American Music Awards  | Álbum favorito regional mexicano   | Con todas las fuerzas | Nominados |
| 2019 | Latin American Music Awards  | Canción favorita regional mexicano | «Mejor me alejo»      | Nominados |
| 2019 | Premios de la radio          | Canción banda del año              | «Por siempre mi amor» | Nominados |
| 2020 | Premio Lo Nuestro            | Canción del año, regional mexicano | «Por siempre mi amor» | Ganadores |